# José De Ángelis
José De Ángelis (Buenos Aires, 1896-ídem 9 de julio de 1967) fue un actor de cine y teatro de larga trayectoria en Argentina, que fue además directivo de la Asociación Argentina de Actores.

## Actividad profesional
En el teatro se inició en Montevideo en la compañía de los hermanos Mesutti y después se radicó en Buenos Aires, incorporándose por un largo período a la compañía Muiño-Alippi.
En 1953 participó en la representación de la obra Esta noche en Samarcanda, de Jacques Deval, en un elenco dirigido por Esteban Serrador, en el cual figuraban, entre otros intérpretes, José María Gutiérrez, Rosa Catá, Fanny Navarro, Myriam de Urquijo, Rufino Córdoba y Mariana Alcock.
En 1954 interpretó en la temporada oficial de 1954 en el Teatro Nacional Cervantes la obra El último perro, versión teatral de Carlos Gorostiza de la novela de Guillermo House, dirigida por Armando Discépolo junto a calificados actores como Miguel Faust Rocha, Rosa Catá, Milagros de la Vega, Lydia Lamaison, Golde Flami, Rufino Córdoba, Nelly Meden y Ernesto Bianco. Posteriormente integró el elenco del Teatro Argentino de La Plata en la temporada 1959/1960.
En cine trabajó en muchas películas y su trabajo más destacado lo realizó dirigido por Leopoldo Torre Nilsson en Para vestir santos (1955), donde interpretaba el papel del padre inválido del personaje de Tita Merello. 
José de Ángelis falleció en Buenos Aires el 9 de julio de 1967.

## Premios
La Intendencia Municipal le entregó en 1948 el premio al mejor actor dramático de 1947, por su actuación teatral en la obra El trigo es de Dios.

## Filmografía
Actor
- Bicho raro (1965)
- Las mujeres los prefieren tontos  (1964)
- Alias Flequillo (1963) …Parodi
- El último piso (1962)
- Mi Buenos Aires querido  (1961)
- El asalto (1960) …Comisario Oliva
- Sábado a la noche, cine (1960)
- Zafra (1959)
- Isla brava (1958) …Pedro
- Alfonsina (1957)
- Oro bajo (1956)…Tobías
- Bendita seas (1956)…Don Pedro
- Para vestir santos (1955)
- El curandero  (1955)
- El amor nunca muere (1955)
- Mercado de abasto (1955)…..Chino, hermano de Paulina
- Río Turbio (1954)
- Ellos nos hicieron así (1953)
- El Conde de Montecristo (1953)
- Mercado negro (1953)…Francisco
- Del otro lado del puente (1953)…Vega
- Sombras en la frontera (1951)…El Mentao
- Mi vida por la tuya (1951)
- Don Fulgencio (El hombre que no tuvo infancia) (1950)
- Edición Extra (1949)…Dr. Gigena
- Apenas un delincuente (1949)…Director de penitenciaría
- El ángel desnudo (1946)…Prefecto
- Centauros del pasado (1944)
- El cura gaucho (1941)
- Hogar, dulce hogar (1941) … Inspector Souza
- Hermanos  (1939)
- Caras argentinas  (1939
- Nuestra tierra de paz (1939)
- Turbión (1938)…El Chino Mármol
- Pampa y cielo (1938)
- Los muchachos de antes no usaban gomina (1937)…Patotero